# Темнов, Виктор Иванович
Виктор Иванович Темно́в (2 декабря 1934 — 27 марта 2014) — советский и российский композитор; танцор, баянист и куплетист. Народный артист Российской Федерации (1996).
Автор музыки и либретто к большому количеству песен, исполнявшихся Людмилой Зыкиной и другими советскими исполнителями. Куплеты Темнова «Дядя Вася» (под названием «Фунтиковы») исполнял Евгений Петросян.
Сын Ивана Васильевича Темнова (1907—1983) — конструктора оружейных приборов, лауреата Сталинской премии.
С 1959 по 1989 годы работал в ансамбле «Берёзка» в качестве заведующего музыкальной частью, хореографа, дирижёра и баяниста. Известен в 1970-х годов как автор «блатных» и нецензурных куплетов, описывающих жизнь в различных странах мира, куда автору доводилось ездить в качестве хореографа и баяниста «Берёзки».
Виктор Темнов принимал участие в 80-м выпуске популярной детской передачи «Радионяня» 1978 года.
Скончался от рака желудка 27 марта 2014 года. Похоронен на Троекуровском кладбище (уч. 20).

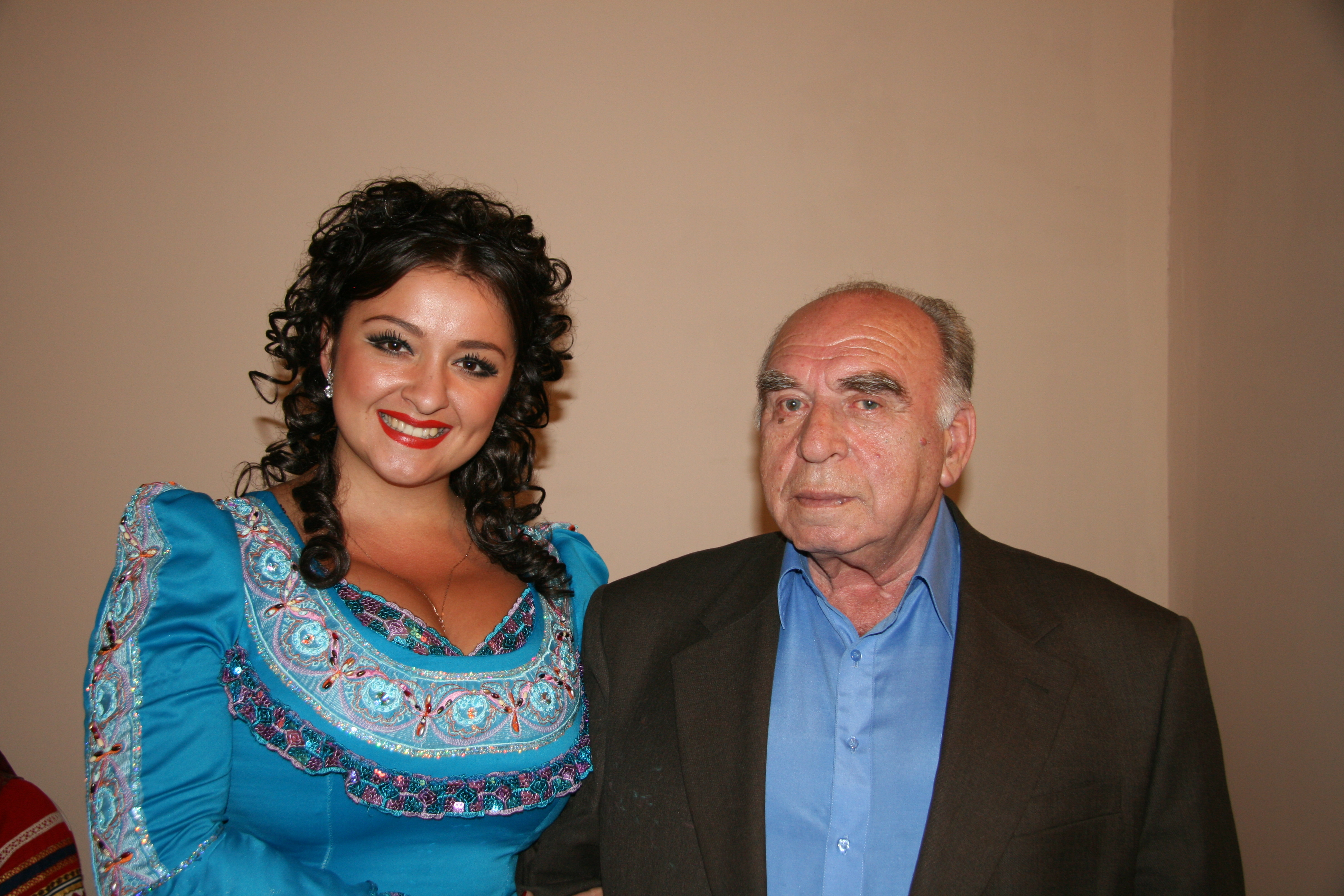
Russian Comnoser Viktor Temnov and singer Olga Chirkova. Photography by Viktoria Gaman

## Награды и звания
- Орден Почёта (25 июля 2013 года) — за большие заслуги в развитии отечественной культуры и искусства, многолетнюю плодотворную деятельность[7].
- Медаль «За трудовое отличие» (14 ноября 1980 года) — за большую работу по подготовке и проведению Игр XXII Олимпиады[8].
- Народный артист Российской Федерации (12 сентября 1996 года) — за большие заслуги в области искусства[9].
- Заслуженный артист РСФСР (22 сентября 1977 года) — за заслуги в области советского искусства[10].